# Absheron (rayon)
O Distrito de Absheron (em azeri:  Abşeron, em russo:  Апшерон), também escrito como Apsheron, é um distrito do Azerbaijão demarcado em 1963. Embora partilhe o nome com a Península de Absheron, a área coberta pelo distrito não lhe corresponde exactamente, sendo mais para oeste e para o interior.

## Demografia
- Azeris  96.2% (86 592)[carece de fontes?]
- Outros   3.8% (3 608)[carece de fontes?]

## Origem do nome
O nome Absheron vem do persa, tendo origem na palavra Abshuran (آبشوران), que significa "O lugar das Águas Salgadas".